# John Frederick Kensett
John Frederick Kensett (Cheshire, 22 de março de 1816 - Nova Iorque, 14 de dezembro de 1872) foi um pintor dos Estados Unidos, um dos membros destacados da Escola do Rio Hudson.
Estudou gravura com seu pai, o imigrante inglês Thomas Kensett, e depois com seu tio, Alfred Dagget, trabalhando como gravurista em New Haven até cerca de 1836, quando conseguiu um emprego como gravurista de cédulas monetárias em um banco em Nova Iorque.
Em 1840, junto com Asher Durand e John William Casilear, viajou à Europa para estudar pintura, viajando extensamente por lá a fazer esboços e desenhos. Na Europa desenvolveu um gosto pela obra dos paisagistas holandeses do século XVII. Voltou aos Estados Unidos em 1847, estabelecendo um estúdio em Nova Iorque, continuando a viajar para colher material para suas paisagens, gênero pelo qual é hoje lembrado, participando da segunda geração da Escola do Rio Hudson e mais tarde de sua derivação Luminista. Foi influenciado pela filosofia Transcendentalista, que via a natureza como expressão da Divindade e como forma de penetrar nas verdades espirituais. Produziu uma paisagem do Monte Washington que se tornou icônica.
Teve grande sucesso em vida, acumulando uma pequena fortuna, com a qual auxiliou generosamente seus amigos artistas. Foi membro da Academia Nacional de Desenho, co-fundador da Artists' Fund Society, e co-fundador do Metropolitan Museum of Art.